# Neoseiulus lyrinus
Neoseiulus lyrinus är en spindeldjursart som beskrevs av John Stanley Beard 200. Neoseiulus lyrinus ingår i släktet Neoseiulus och familjen Phytoseiidae. Inga underarter finns listade i Catalogue of Life.